# Nothobranchius furzeri
Cá Killi lam ngọc (Danh pháp khoa học: Nothobranchius furzeri) là một loài cá Killi có nguồn gốc từ châu Phi mà nó chỉ được biết đến ở Zimbabwe và Mozambique ở vùng xích đạo châu Phi. Tên khoa học của loài cá này bắt nguồn từ người phát hiện ra chúng là Richard E. Furzer của Rhodesia.

## Đặc điểm
Loài cá này thường sống ở những vùng bán khô cằn với sự tích tụ khan hiếm và thất thường và đã thích ứng với việc làm khô môi trường thông thường bằng cách phát triển các trứng kháng khô có thể giữ được trong bùn khô trong một năm và có thể là nhiều năm. Trứng có thể tồn tại qua mùa khô ở trạng thái nghỉ, phôi ngừng phát triển, chờ tới mùa mưa tiếp theo. Chu trình này lặp đi lặp lại và thường rất ngắn.
Chúng có tuổi thọ trung bình chỉ khoảng 10 tuần. Do thời gian rất ngắn của mùa mưa, tuổi thọ tự nhiên của những con vật này được giới hạn trong vài tháng và tuổi thọ của chúng cũng ngắn. Loài này có thể đạt chiều dài 6,5 cm (2,6 inch).